# Пресјека (Невесиње)
Пресјека је насељено мјесто у општини Невесиње, Република Српска, БиХ. Према попису становништва из 1991. у насељу је живјело 134 становника.

## Становништво
На Попису 1991. године овдје су живјеле породице: Ајанић, Чолакхоџић, Чопељ, Ћехић, Махинић, Плоскић и Шипковић.
| Демографија | Демографија | Демографија |
| Година      | Становника  | Становника  |
| ----------- | ----------- | ----------- |
| 1961.       | 222         |             |
| 1971.       | 241         |             |
| 1981.       | 191         |             |
| 1991.       | 134         |             |